# S 2 (sous-marin italien)
Pour les articles homonymes, voir S2.
Le S 2 est un sous-marin de la classe S, en service dans la Regia Marina lancé en 1915 et ayant servi pendant la Première Guerre mondiale.

## Caractéristiques
La classe S déplaçait 254 tonnes en surface et 303 tonnes en immersion. Les sous-marins mesuraient 45,17 mètres de long, avaient une largeur de 4,22 mètres et un tirant d'eau de 3,06 mètres. Ils avaient une profondeur de plongée opérationnelle de 40 mètres. Leur équipage comptait 2 officiers et 24 sous-officiers et marins.
Pour la navigation de surface, les sous-marins étaient propulsés par deux moteurs diesel FIAT de 325 chevaux-vapeur (cv) (239 kW) chacun entraînant deux arbres d'hélices. En immersion, chaque hélice était entraînée par un moteur électrique Scott de 180 chevaux-vapeur (132 kW). Ils pouvaient atteindre 13,3 nœuds (24,6 km/h) en surface et 9 nœuds (16,6 km/h) sous l'eau. En surface, la classe S avait une autonomie de 1 700 milles nautiques (3150 km) à 8 noeuds (14,8 km/h); en immersion, elle avait une autonomie de 60 milles nautiques (111 km) à 4 noeuds (7,4 km/h).
Les sous-marins étaient armés de quatre tubes lance-torpilles (2 à l'avant et 2 à l'arrière) de 45 centimètres, pour lesquels ils transportaient un total de 4 torpilles.

## Construction et mise en service
Le S 2 est construit par le chantier naval de Scotts Shipbuilding and Engineering Company de Greenock en Écosse, et mis sur cale le 20 octobre 1913. Il est lancé le 14 avril 1915 et est achevé et mis en service le 29 mai 1915. Il est commissionné le même jour dans la Regia Marina.

## Historique
Le S 2 a servi pendant une très courte période dans la Royal Navy, la marine britannique. Le même mois de son entrée en service, la Regia Marina, qui entre-temps était entrée en guerre aux côtés des puissances de la Triple Entente, a demandé et obtenu sa vente (avec ses deux navires-jumeaux (sister ships)) par les Britanniques: les trois sous-marins étaient en effet construits selon des plans italiens et étaient très similaires à ceux en service à la Regia Marina),.
Entre la mi-septembre et le début novembre 1915  a lieu le transfert du Royaume-Uni vers la base de La Spezia.
En décembre de la même année, il est affecté au IIIe Escadron de sous-marins à Brindisi, mais est en fait stationné à Bari, sous le commandement du lieutenant de vaisseau (tenente di vascello) Alessandro Giaccone,. Il est employé au large de Cattaro,.
En 1916, il est temporairement stationné à Venise.
En mai-juin 1916, il effectue une mission offensive au large de Durres,.
Le 15 juin, il est envoyé dans les eaux au large du Cap Pali (Dalmatie) pour soutenir une action du Xe Flottiglia MAS (MAS) contre les marchands austro-hongrois amarrés à Shëngjin (San Giovanni di Medua).
En novembre 1916, le S 2 est transféré à La Spezia et est placé dans l'Arsenal local, où il reste pour le reste de l'année et pour toute l'année suivante, car ses moteurs sont affligés par des pannes continues (un problème grave qui a également affecté ses navires-jumeaux),.
En janvier 1918, il retourne à Bari et est employé dans un rôle de protection dans la zone avant de la base, effectuant 21 missions de ce type,.
Désarmé à la fin de la guerre, il est mis hors service,, Radié le 1er février 1919,, puis mis au rebut.